# Protokollrüge
Als Protokollrüge wird eine unzulässige vermeintliche Verfahrensrüge der Revision bezeichnet, mit der ein Revisionsführer Mängel des Protokolls der Hauptverhandlung rügt.
Zwar kommt dem Protokoll positive und negative Beweiskraft zu (§ 274 StPO), jedoch beruht ein Urteil nicht auf einem nur fehlerhaften Protokoll. Entscheidend ist vielmehr, ob der gerügte Verstoß auch tatsächlich stattgefunden hat. Zur Begründung hat der Bundesgerichtshof schon in seiner Entscheidung vom 1. Februar 1955 nicht nur ausgesprochen, dass das Urteil niemals auf der falschen Protokollierung, sondern nur auf einem Verfahrensfehler beruhen könne, sondern diese Rechtsprechung gerade damit begründet, sie sei nicht etwa formalistisch, sondern wolle „im Gegenteil einem Missbrauch rein formaler Möglichkeiten entgegenwirken“, welche „sich zuweilen aus der ausschließlichen Beweiskraft der Hauptverhandlungsniederschrift nach § 274 StPO“ ergäben.